# Candor (hrabstwo Tioga)
Candor – wieś w Stanach Zjednoczonych, w stanie Nowy Jork, w hrabstwie Tioga.